# 親の目・子の目
『親の目・子の目』（おやのめ・このめ）は、NET（日本教育テレビ）→テレビ朝日を始めとする民間放送32局（当時）加盟の民間放送教育協会（民教協）が企画・制作し、文部科学省（2001年1月6日以前は文部省）が協力するテレビドキュメント番組で、1970年7月から8月までと、1971年4月2日から2004年3月11日にかけて放送された。当初はモノクロ放送だったが、1972年度初めの放送（NET（当時）では4月7日放送）からカラー放送となった。

## 概要
毎回民教協加盟の各放送局が持ち回りで製作を担当し、学校や家庭の教育現場、あるいは地域のコミュニティ活動においての親と子のふれあいなどをリポートしたドキュメンタリー番組。時折、教育関係者や教師、親、児童をスタジオに招き、教育についての討論を放送したこともある。例として、第818回「鶴瓶かあさんなら…」（1987年放送、毎日放送製作）では、笑福亭鶴瓶の司会で中学生とその母親20人をスタジオに招き、鶴瓶が母親役となり親子の食卓での会話のコントを取り入れるなど、親子の問題を笑いの中で話し合う内容とした。
この番組は1970年の夏休み番組として放送されたのが最初で（第1回放送はRKB毎日放送製作の「魔の場所・魔の時間」）、新しい家庭教育番組を模索していた文部省（現在：文部科学省）と民教協の考えが一致し、1971年4月からレギュラー番組となった。
NET系学校放送の最終年度にあたる1973年度まで学校放送に含まれており、唯一の民教協加盟局持ち回り制作番組であることから、1974年4月以降は学校放送から独立される形で持続されていたため、ネット局（加盟局）は、原則として全てアナログ放送の親局がVHF局である。ごく一部の事例を除き、新局開局等によるネット局変更は行われなかった。ドキュメントの前と後には、カウキャッチャー・ヒッチハイクと呼ばれる大鵬薬品、エバラ食品、ヤマト運輸、チロルチョコなどの、コマーシャルが数本放送されていたが、文部省→文部科学省一社提供番組は、コマーシャルを挟まない方針であったため、本編ではコマーシャルを一切挿入していなかった。『発見!人間力』を放送途中の2009年12月までは文部科学省が提供していたため、この措置は同月をもって終了した。
2002年4月12日より字幕放送を実施。
番組は2004年3月11日放送で終了し、代わって『いきいき!夢キラリ』が始まった。

## 放送時間
いずれもNETテレビ→テレビ朝日の時間帯とする（出典：）。
| 放送期間  | 放送期間   | 放送時間（日本時間）       |
| --------- | ---------- | -------------------------- |
| 1971.4.2  | 1971.12.31 | 金曜 15:00 - 15:30（30分） |
| 1972.1.7  | 1974.3.29  | 金曜 14:00 - 14:30（30分） |
| 1974.4.5  | 1975.3.28  | 金曜 10:00 - 10:30（30分） |
| 1975.4.4  | 1976.3.26  | 金曜 11:15 - 11:45（30分） |
| 1976.4.7  | 1978.3.29  | 水曜 11:00 - 11:30（30分） |
| 1978.4.5  | 1982.9.29  | 水曜 11:15 - 11:45（30分） |
| 1982.10.8 | 1990.3.23  | 金曜 10:30 - 11:00（30分） |
| 1990.4.2  | 1992.3.23  | 月曜 10:30 - 11:00（30分） |
| 1992.4.6  | 1994.3.14  | 月曜 11:00 - 11:30（30分） |
| 1994.4.4  | 1996.3.18  | 月曜 10:00 - 10:30（30分） |
| 1996.4.8  | 2000.9.25  | 月曜 9:55 - 10:25（30分）  |
| 2000.10.2 | 2002.3.18  | 月曜 10:00 - 10:30（30分） |
| 2002.4.12 | 2004.3.5   | 金曜 10:55 - 11:25（30分） |

## ネット局

### 番組終了時のネット局
| - 北海道放送 - 青森放送 - IBC岩手放送 - 東北放送 - 秋田放送 - 山形放送 - 福島テレビ - テレビ朝日（1977年3月までは日本教育テレビ） - 新潟放送 - 北日本放送 | - 北陸放送 - 福井放送 - 山梨放送 - 信越放送 - 静岡放送 - 名古屋テレビ（1974年4月 - ） - 朝日放送（現在：朝日放送テレビ 1993年4月 - ） - 日本海テレビ - 山陰放送 - 中国放送 - 山口放送 - 四国放送 | - 西日本放送 - 南海放送 - 高知放送 - RKB毎日放送 - 長崎放送 - 熊本放送 - 大分放送 - 宮崎放送 - 南日本放送 - 沖縄テレビ |

なお、琉球放送は2002年4月民教協に加盟したが、加盟から最終回まで放送したかは不明。

### 途中で打ち切った局
- 中部日本放送（現在：CBCテレビ・1974年3月まで、打ち切りと同時に民教協を離脱、名古屋テレビに移管）
- 毎日放送（1992年3月まで、腸捻転解消後もテレビ朝日・名古屋テレビ制作で放送した唯一の番組。打ち切りと同時に民教協を離脱）

- 以下の関西地区テレビ局は、毎日放送が離脱後朝日放送が加盟するまでのクッション期間（1992年4月 - 1993年3月の1992年度のみ）として、視聴者保護のため、民教協非加盟の独立UHF3局にもネットした。
  - KBS京都
  - サンテレビ
  - テレビ和歌山

### 番販での再放送局
- BS朝日
- TOKYO MX